# Spacewatch

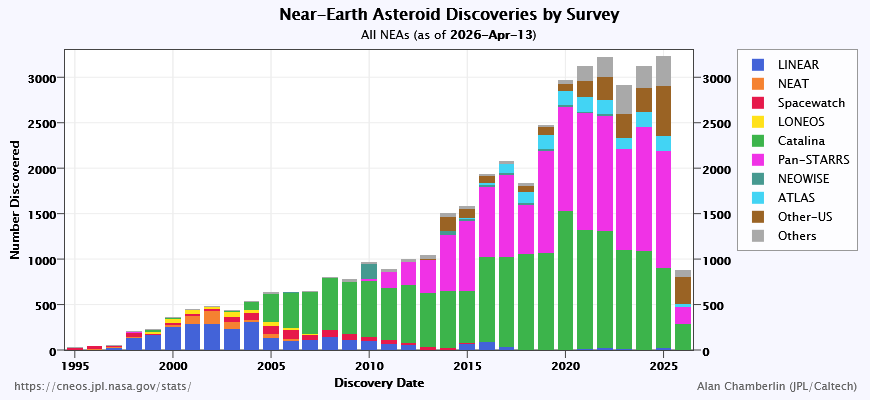
A diagram a különböző földközeli kisbolygók felfedezésére létrejött projektek eredményeiről ad tájékoztatást, féléves bontásban

A Spacewatch egy, az Arizona Egyetemen működtetett égboltfelmérési projekt, mely kisbolygók, valamint üstökösök felfedezésével foglalkozik. Tom Gehrels és Robert S. McMillan indította 1980-ban.

## Jelentősebb felfedezései
- Callirrhoe
- 5145 Pholus
- 9965 GNU
- 9885 Linux
- 20000 Varuna
- 60558 Echeclus
- 1998 KY26
- (35396) 1997 XF11
- (48639) 1995 TL8
- 1994 CC
- C/1992 J1
- 125P/Spacewatch
- (174567) 2003 MW12

## Lásd még
- Planetary Data System (PDS)
- Nemzetközi Csillagászati Unió (IAU)
- Kisbolygó Központ (Minor Planet Center)
- Catalina Sky Survey
- Near Earth Asteroid Tracking (NEAT)
- Lincoln Near-Earth Asteroid Research (LINEAR)
- Lowell Observatory Near-Earth-Object Search (LONEOS)
- Pan-STARRS
- Spaceguard

## Külső hivatkozások
- A Spacewatch honlapja